# Indra Lesmana
Indra Lesmana (né le 28 mars 1966 à Jakarta, Indonésie) est un chanteur, musicien, auteur-compositeur-interprète indonésien de jazz.

## Biographie

### Jeunesse
Né dans une famille d'artistes musulmans, il est l'un des quatre enfants du couple de chanteurs composé de Jack Lesmana et de Nien Lesmana (sa grande sœur, Mira, est productrice et réalisatrice). Sa mère est issue de la minorité minangkabau, son père a des ancêtres d'origines maduraises et néerlandaises.
Il passe son enfance dans l'ombre de son père, et l'accompagne avec ses frères et sœurs durant ses tournées musicales en Indonésie ainsi qu'à l'étranger, notamment en Europe, où Jack Lesmana, également guitariste, a effectué divers concerts en Allemagne et aux Pays-Bas.

### Carrière
Ayant enregistré plus d'une cinquantaine d'albums en l'espace d'une trentaine d'années, il reste considéré comme l'un des plus grands compositeurs que l'Indonésie ait connu. 
Indra apprend le piano très jeune : à neuf ans, en mars 1976, son père Jack lui apprend à jouer ses propres présentations musicales. Deux ans plus tard, sa carrière débute, à la sortie, en duo avec son père, de son premier album, Ayahku Sahabatku. Au cours de la même année, il est accepté au conservatoire de musique de Sydney, en Australie où sa famille réside pendant cinq années.
Sa longue romance avec la chanteuse Titi DJ, rencontrée en 1985 à l'occasion de la création d'un album en duo, marque longtemps la presse asiatique, qu'il s'agisse de leurs différentes confessions religieuses ou du caractère particulièrement excentrique et débridé des nombreux albums et singles qu'ils ont produits ensemble jusqu'à leur rupture en 1991, notamment Dunia Boleh Tertawa, Ulurkan Tanganmu ou encore Ekspressi. En 1986, ils sortent un album en trio avec le père d'Indra, Jack Lesmana, regroupant des chansons comme Biduk Kasih ou Semalam. À la suite de la mort brutale de Jack en 1988 d'une cryoglobulinémie, Titi DJ avait fait preuve d'un profond réconfort à l'encontre de son amant bien que cela n'ait pas réussi à sauver leur relation.

### Vie privée
Il a été marié deux fois. Son premier mariage avec Sophia Latjuba, célébré le 31 mai 1992, provoque une certaine controverse à l'époque en raison du fait qu'ils ne se connaissaient que depuis très peu de temps et que l'unique enfant de leur mariage, leur fille, l'artiste Eva Celia est venue au monde seulement quelques mois plus tard, le 21 septembre 1992. La cérémonie de mariage fut même une véritable humiliation pour le chanteur car ce fut au moment d'entrer dans l'église qu'il réalisa sous le regard ébahi des convives qu'il avait oublié sa veste de costume et dut attendre que le père de Sophia, Azzizurrahman Latjuba, lui remette la sienne afin de terminer la procession.
Le mariage s'avère finalement malheureux à la fois en raison du penchant de Sophia pour l'adultère et des critiques dénigrantes à l'encontre des activités musicales de son mari qu'elle n'hésite pas afficher en public. Le couple divorce dès 1993. 
La véritable raison du mariage était vraisemblablement la grossesse inattendue de Sophia. Très attachée à leur unique enfant, Indra obtient la garde d'Eva devant les tribunaux. Alors qu'il est profondément déprimé durant les années 1990 par ces échecs sentimentaux et qu'il élève seul sa fille, il compose différentes chansons au caractère démoralisant dont l'une des plus célèbres reste Kehadiran.
Indra se remarie le 22 mars 1999 avec Hanny Trihandojo, avec qui il a deux autres enfants, Devo Antonio (né en 2000) et Ravi Alessandri (née en 2003). Ancien propriétaire du "Red White Jazz Lounge" un ancien club de jazz populaire des environs de Jakarta, il réside actuellement avec sa famille dans la commune de Sanur à Bali.

## Discographie
1. Ayahku Sahabatku (1978)
2. Children Of Fantasy (1981)
3. Nostalgia (1982)
4. No Standing (1982)
5. Latin Jazz Fusion (1982)
6. Women And Children First (1983)
7. No Standing (remake) (1984)
8. Yang Pertama Ama Yang Pertama (1984)
9. Tragedi (1984)
10. Karina (1986)
11. For Earth And Heaven (1986)
12. Gemilang (1986)
13. Jack & Indra Lesmana Various (1986)
14. La Samba Primadona (1987)
15. Semakin Menawan (1987)
16. Kau Datang (1988)
17. Ekspresi (1988)
18. Dunia Boleh Tertawa (1989)
19. Titi DJ 1989 (1989)
20. Aku Ingin (1990)
21. Adegan (1990)
22. Cerita Lalu (1992)
23. Selangkah Di Depan (1992)
24. Hanya Untukmu (1992)
25. Biarkan Aku Kembali (1993)
26. Kehadiran (1994)
27. Tiada Kata (1994)
28. Bulan Di Atas Asia (1994)
29. Waktu Berjalan (1994)
30. Ayah (1994)
31. Kabut Di Kaki Langit (1995)
32. Romantic Piano (1996)
33. Jalan Yang Hilang (1996)
34. Menari-Nari (1996)
35. Jalan Hidupmu (1996)
36. Selamat Tinggal (1997)
37. Lost Forest (1997)
38. Kedua (1998)
39. Sabda Prana (1998)
40. Saat Yang Terindah (1999)
41. Interaksi (2000)
42. Reborn (2000)
43. The Birds (2001)
44. Kinanti (2002)
45. O.S.T Rumah Ke Tujuh (2002)
46. Gelatik (2003)
47. Silver (2005)
48. Kayon (2007)
49. Joy, Joy, Joy (2009)
50. Kembali Satu (2009)
51. Dream, Hope And Faith (2009)
52. Love, Life, Wisdom (2011)